# (20813) Aakashshah
(20813) Aakashshah (2000 SB274) – planetoida z pasa głównego asteroid okrążająca Słońce w ciągu 4,38 lat w średniej odległości 2,68 j.a. Odkryta 28 września 2000 roku.